# Meglopni egy tolvajt
A Meglopni egy tolvajt (eredeti cím: Cien años de perdón) 2016-ban bemutatott argentin–francia–spanyol bűnügyi filmthriller, amelyet Jorge Guerricaechevarría forgatókönyvéből Daniel Calparsoro rendezett. 
Argentínában 2016. március 3-án mutatták be, Spanyolországban egy nappal később.

## Cselekmény
A film egy bankrablás részleteit tárja a szemünk elé. „Uruguayi” a csapatával betör egy valenciai bankba, az alkalmazottakat és a jelenlévőket túszul ejtik, és nekilátnak kiüríteni a széfeket. De Uruguayit nem a pénz érdekli, hanem az egyik széf tartalma, a bankrablás csak álca. 
Azonban jól kigondolt terve a semmibe vész, mert az eső eláztatta a menekülési útvonalát, és társai is rájönnek, igazából miért is van itt. Ezenkívül pár magas beosztású ember is a képbe kerül, akik nem akarják, hogy a széf tartalma rossz kezekbe kerüljön.

## Szereplők
| Szereplő | Színész             | Magyar hang            |
| -------- | ------------------- | ---------------------- |
| Gallego  | Luis Tosar          | Sarádi Zsolt           |
| Uruguayi | Rodrigo de la Serna | Rajkai Zoltán          |
| Ferrán   | Raúl Arévalo        | Horváth Illés          |
| Mellizo  | José Coronado       | Hirtling István        |
| Őrült    | Joaquín Furriel     | Kovács Lehel           |
| Sandra   | Patricia Vico       | Solecki Janka          |
| Cristina | Marian Álvarez      | Kis-Kovács Luca        |
| Varela   | Luciano Cáceres     | Karácsonyi Zoltán      |
| Domingo  | Luis Callejo        | Galkó Balázs           |
| Julio    | Miquel Fernández    | Horváth-Töreki Gergely |
| Marco    | Pablo Andrés Pinto  | Géczi Zoltán           |
| Ernesto  | Vicente Ayala       | Kardos Róbert          |
| Marina   | Maria Molins        | Kisfalvi Krisztina     |
| Mejino   | Arija Alberto       | Varga T. József        |
| Pablo    | Vicente Genovés     | Törköly Levente        |
| Laura    | Nani Jiménez        | Bach Kata              |